# 耶佩斯犰狳
耶佩斯犰狳是一種生活在南美洲的犰狳，是阿根廷及玻利維亞的特有種。其原生的棲息地為亞熱帶乾燥的森林。
其名稱來自阿根廷的動物學家若澤·耶佩斯。